# Frankenstein et les Faux-monnayeurs
Pour plus de détails, voir Fiche technique et Distribution.
Frankenstein et les Faux-monnayeurs (Munster, Go Home!) est un film américain réalisé par Earl Bellamy, sorti en 1966. Le film est basé sur la série télévisée Les Monstres. Tous les acteurs de la série sont de retour à l’exception de Pat Priest qui est ici remplacée par Debbie Watson pour le rôle de Marilyn.

## Synopsis
Les Monstres apprennent qu'ils ont hérité d'un manoir en Angleterre appelé « Munster Hall » et qu'Herman a ainsi hérité du titre « Lord Munster ». La famille Monstre se rend alors en Angleterre pour visiter leur héritage. Mais leurs cousins Grace et Freddie Monstre sont envieux de cet héritage et de ce titre prestigieux et ils décident d'aller eux aussi en Angleterre pour essayer de se débarrasser de leurs cousins...

## Fiche technique
- Titre original : Munster, Go Home!
- Titre belge : Frankenstein et les Faux-monnayeurs
- Réalisation : Earl Bellamy
- Scénario : Joe Connelly, Bob Mosher, George Tibbles, Earl Bellamy
- Musique : Jack Marshall
- Photographie : Benjamin H. Kline
- Montage : Bud S. Isaacs
- Production : Joe Connelly et Bob Mosher
- Société de production : Universal Pictures
- Distribution : Universal Pictures
- Pays :  États-Unis
- Langue : anglais
- Format : Couleur - Son : Monophonique (Westrex Recording System) - 1,85:1 - Format 35 mm
- Genre : Comédie fantastique
- Durée : 96 minutes
- Dates de sortie : 
  -  États-Unis : 15 juin 1966
  -  Belgique : date inconnue
  -  France : 20 novembre 1968

## Distribution
- Fred Gwynne : Herman Monstre
- Yvonne De Carlo : Lily Monstre
- Al Lewis : Grand-père Monstre
- Butch Patrick : Eddie Monstre
- Debbie Watson : Marilyn Monstre
- Terry-Thomas : Freddie Monstre

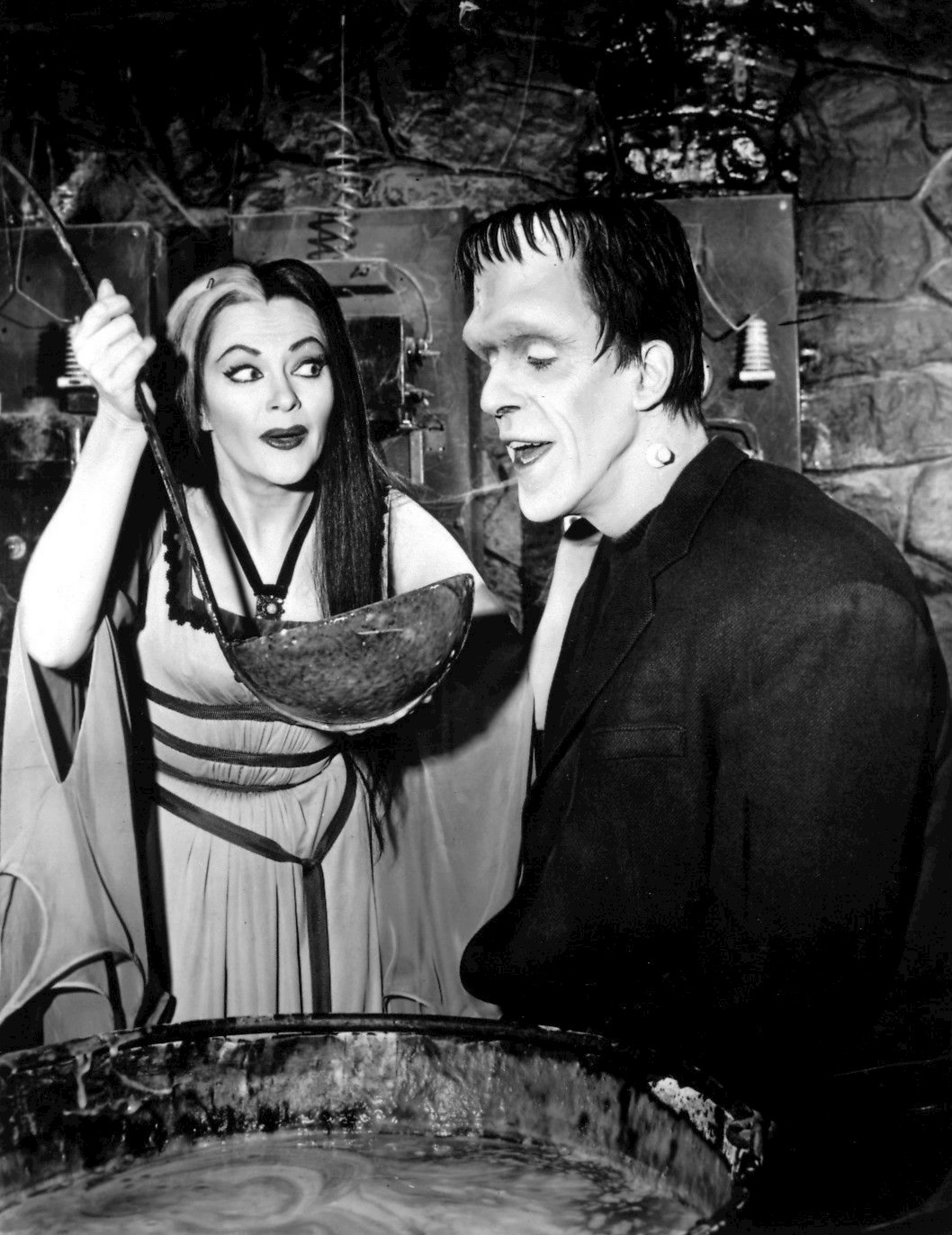
Fred Gwynne et Yvonne De Carlo

- Hermione Gingold : Lady Effigie Monstre
- Robert Pine : Roger Moresby
- John Carradine : Cruikshank
- Bernard Fox : Squire Lester Moresby
- Richard Dawson : Joey
- Jeanne Arnold : Grace Monstre
- Maria Lennard : Millie Cruikshank
- Diana Chesney : Mrs. Moresby
- Arthur Malet : Alfie
- Ben Wright : Hennesy

## Autour du film
Avant que la série Les Monstres ne soit annulée pour baisse d'audiences, la société de production Universal Pictures avait prévu de produire un film avec les personnages de la série. Alors que tout le casting principal est rappelé pour le film, les producteurs décident de remplacer Pat Priest par Debbie Watson pour le rôle de la cousine Marilyn. Pat Priest fut très attristée par ce choix.
Le réalisateur Gene Reynolds, qui avait réalisé plusieurs épisodes de la série, devait à l'origine s'occuper de la réalisation du film mais il fut renvoyé après seulement quelques jours car il ne s'entendait pas avec le directeur de la photographie Benjamin H. Kline et était dans l’incapacité de tenir les délais de production. Le film devait en effet être réalisé entre 18 et 25 jours.